# Emmanuel Iyoha
Emmanuel Edosa „Emma“ Iyoha (* 11. Oktober 1997 in Düsseldorf) ist ein deutscher Fußballspieler. Er steht bei Fortuna Düsseldorf unter Vertrag und ist deutscher Juniorennationalspieler. Iyohas Vater stammt aus Nigeria, seine Mutter aus Deutschland.

## Karriere

### Im Verein
Iyoha spielte in den Jahren 2005 bis 2011 für Jugendmannschaften von Bayer 04 Leverkusen, seit 2011 für die Fortunen in Düsseldorf, wo er bei seinen Eltern im Ortsteil Flehe wohnt. 2015 legte er am Düsseldorfer Comenius-Gymnasium das Abitur ab. Beim Übergang von der D- in die C-Jugend stand eine mögliche Fußballer-Karriere auch wegen seines schnellen Wachstums auf der Kippe. In der U17 steigerte er sich  beachtlich. Zum 1. Juli 2014 stieg er als 16-Jähriger in die U-19-Mannschaft auf. Viermal stand er anschließend für Fortunas U23 in der Regionalliga West auf dem Spielfeld. Am 16. Oktober 2015 nahm der Trainer Frank Kramer Iyoha in den Kader der ersten Mannschaft auf, nachdem der Stürmer von der Saison 2011/12 bis zum Sommer 2015 in 59 Spielen 30 Tore erzielt und kurz nach seinem 18. Geburtstag einen bis zum 30. Juni 2020 laufenden Profivertrag unterzeichnet hatte. Als Profispieler der 2. Fußball-Bundesliga debütierte Iyoha am 23. Oktober 2015 in den letzten Minuten des Auswärtsspiels gegen den RB Leipzig. Sein Startelf-Debüt feierte er am 12. Dezember 2015 im Heimspiel gegen den 1. FC Union Berlin, das seine Mannschaft mit 0:3 verlor.
Am 26. August 2016 wurde Iyoha in den Kader der U-20-Nationalmannschaft berufen. Dort gab er sein Debüt am 1. September 2016 in einem Freundschaftsspiel gegen Italien. Es folgten weitere Einsätze gegen Polen und die USA.
Für die Saison 2017/18 wechselte Iyoha per Leihbasis zum Drittligisten VfL Osnabrück. Dort absolvierte er 25 Drittligaspiele und erzielte 4 Tore.
Anschließend wurde er für die Saison 2018/19 an den Zweitligisten FC Erzgebirge Aue weiterverliehen. In Aue absolvierte er 29 Zweitligaspiele (16-mal von Beginn), in denen er 3 Tore erzielte.
Zur Saison 2019/20 verlängerte Iyoha seinen Vertrag bei Fortuna Düsseldorf bis zum 30. Juni 2022 und wechselte innerhalb der 2. Bundesliga für ein Jahr auf Leihbasis zu Holstein Kiel. Dort erzielte er in 29 Ligaeinsätzen (24-mal von Beginn) 9 Tore.
Zur Saison 2020/21 kehrte Iyoha zur Fortuna Düsseldorf zurück, die zuvor in die 2. Bundesliga abgestiegen war.

### In der Nationalmannschaft
Iyoha spielte von November 2015 bis Juli 2016 fünf Mal in der deutschen U19-Nationalmannschaft, mit der er an der U19-Europameisterschaft 2016 teilnahm. Von September 2016 bis Mai 2017 kam er zu sieben Einsätzen (ein Tor) in der U20-Auswahl. Im März 2019 wurde Iyoha von Stefan Kuntz erstmals für die U21-Nationalmannschaft nominiert und debütierte am 21. März in einem Freundschaftsspiel gegen Frankreich. Einige Tage später folgte sein zweiter und letzter Einsatz für die U21.